# Schizoprymnus beitun
Schizoprymnus beitun är en stekelart som först beskrevs av Chou och Hsu 1996.  Schizoprymnus beitun ingår i släktet Schizoprymnus och familjen bracksteklar. Inga underarter finns listade i Catalogue of Life.